# Kyle Hiebert
Kyle Hiebert (Winnipeg, 1997. július 30. –) kanadai válogatott labdarúgó, az amerikai St. Louis City hátvéde.

## Pályafutása

### Klubcsapatokban
Hiebert a kanadai Winnipeg városában született. Az ifjúsági pályafutását a helyi WSA Winnipeg akadémiájánál kezdte.
2013-ban mutatkozott be a WSA Winnipeg felnőtt keretében. 2023. január 1-jén kétéves szerződést kötött az újonnan alakult, észak-amerikai első osztályban szereplő St. Louis City együttesével. Először a 2023. február 26-ai, Austin ellen 3–2-re elvesztett mérkőzésen lépett pályára. Első gólját 2023. március 12-én, a Portland Timbers ellen idegenben 2–1-es győzelemmel zárult találkozón szerezte meg.

### A válogatottban
2023-ban debütált a kanadai válogatottban. Először a 2023. március 28-ai, Honduras ellen 4–1-es győzelemmel zárult mérkőzés 62. percében, Scott Kennedyt váltva lépett pályára.

## Statisztikák
2024. augusztus 14. szerint
| Klub           | Szezon   | Osztály  | Bajnokság | Bajnokság | Kupa  | Kupa | Nemzetközi | Nemzetközi | Összesen | Összesen |
| Klub           | Szezon   | Osztály  | Meccs     | Gól       | Meccs | Gól  | Meccs      | Gól        | Meccs    | Gól      |
| -------------- | -------- | -------- | --------- | --------- | ----- | ---- | ---------- | ---------- | -------- | -------- |
| St. Louis City | 2023     | MLS      | 29        | 2         | 1     | 0    | 1          | 0          | 31       | 2        |
| St. Louis City | 2024     | MLS      | 13        | 0         | 0     | 0    | 4          | 0          | 17       | 0        |
| Összesen       | Összesen | Összesen | 42        | 2         | 1     | 0    | 5          | 0          | 48       | 2        |

### A válogatottban
| Válogatott | Év       | Pályára lépés | Gól |
| ---------- | -------- | ------------- | --- |
| Kanada     | 2023     | 1             | 0   |
| Kanada     | 2024     | 1             | 0   |
| Összesen   | Összesen | 2             | 0   |